# Dobje, Velikovec
Dobje (nemško Aich) je naselje v Občini Velikovec v Okraju Velikovec na Koroškem v Avstriji.